# Аннотирование
Аннотирование — это процесс аналитико-синтетической переработки информации первичного документа, целью которого является получение обобщенной характеристики документа, раскрывающей его логическую структуру, наиболее существенные стороны содержания и достоинства.
В результате данного процесса формируется вторичный документ — аннотация. Аннотация входит в состав аппарата издания, выступает в качестве элемента библиографической записи, элемента выходных сведений и элемента оформления публикуемых материалов. Кроме того, является неотъемлемой составной частью аннотированных и реферативных библиографических пособий, реферативных журналов, реферативных сборников или реферативных баз данных.
При использовании тегов аннотирование выполняется путем их добавления в тексты документов.
Вопросы методики аннотирования давно стали объектом исследователей.

## Правила
Аннотации оформляются в соответствии с требованиями ГОСТа Р 7.0.99-2018 СИБИД. Реферат и аннотация. Общие требования. Настоящий стандарт является модифицированным по отношению к международному стандарту ИСО 214:1976* «Документация. Рефераты на издания и документы» (ISO 214:1976 «Documentation — Abstracts for publications and documentation», MOD).

### Структура аннотации
Аннотация содержит сведения:
- о содержании документа, его авторе;
- типе документа, основной теме, проблемах, объекте, цели работы и её результатах;
- новизне и достоинствах документа, его научном и практическом значении для целевой аудитории.

Процесс аннотирования предполагает следующую последовательность выполнения отдельных технологических операций:
1. Общий анализ документа и определение его информативности;
2. Анализ всех частей документа;
3. Синтезирование свернутой информации;
4. Редактирование текста аннотации;
5. Запись и оформление аннотации.[1]

Объектами аннотирования, в отличие от объектов реферирования, могут быть любые документы. Текст аннотации должен отличаться лаконичностью и высоким уровнем обобщения информации, содержащейся в первичном документе. В текст аннотации не включают сведения, имеющиеся в библиографическом описании аннотируемого документа (в частности в заглавии), стремятся не использовать сложные синтаксические построения, затрудняющие восприятие текста.

## Аннотирование в педагогике
Очень часто процесс аннотирования используется в учебном процессе.
Аннотирование способствует совершенствованию навыков письменной речи обучающихся (от школьников до аспирантов), выработке умения лаконично излагать мысли и при этом помогает усвоить правила построения языковых структур, поскольку они включены в активную речевую деятельность. Также необходимо отметить, что творческое переосмысление воспринимаемой информации при аннотировании и фиксация её в письменной форме подготавливают учащегося не только к интерпретации содержания текста, но и к высказыванию с элементами оценки, а также к высказыванию более высокого типа — к обсуждению, дискуссии как в письменной, так и в устной форме.